# Parc naturel régional du Massif des Bauges
Le parc naturel régional du Massif des Bauges a été créé le 7 décembre 1995.
Il regroupe 67 communes dont 46 en Savoie et 21 en Haute-Savoie, plus six villes portes. Au total, le parc compte 67 000 habitants pour une superficie d'un peu moins de 90 000 hectares, dans le massif des Bauges, qui s'étend globalement entre Annecy au nord, Aix-les-Bains et Chambéry à l'ouest et Albertville à l'est, limité au sud par la vallée de l'Isère.
En septembre 2011, le parc a obtenu le label géoparc, le troisième en France et reconnu par l'Unesco en 2015.

## Géographie

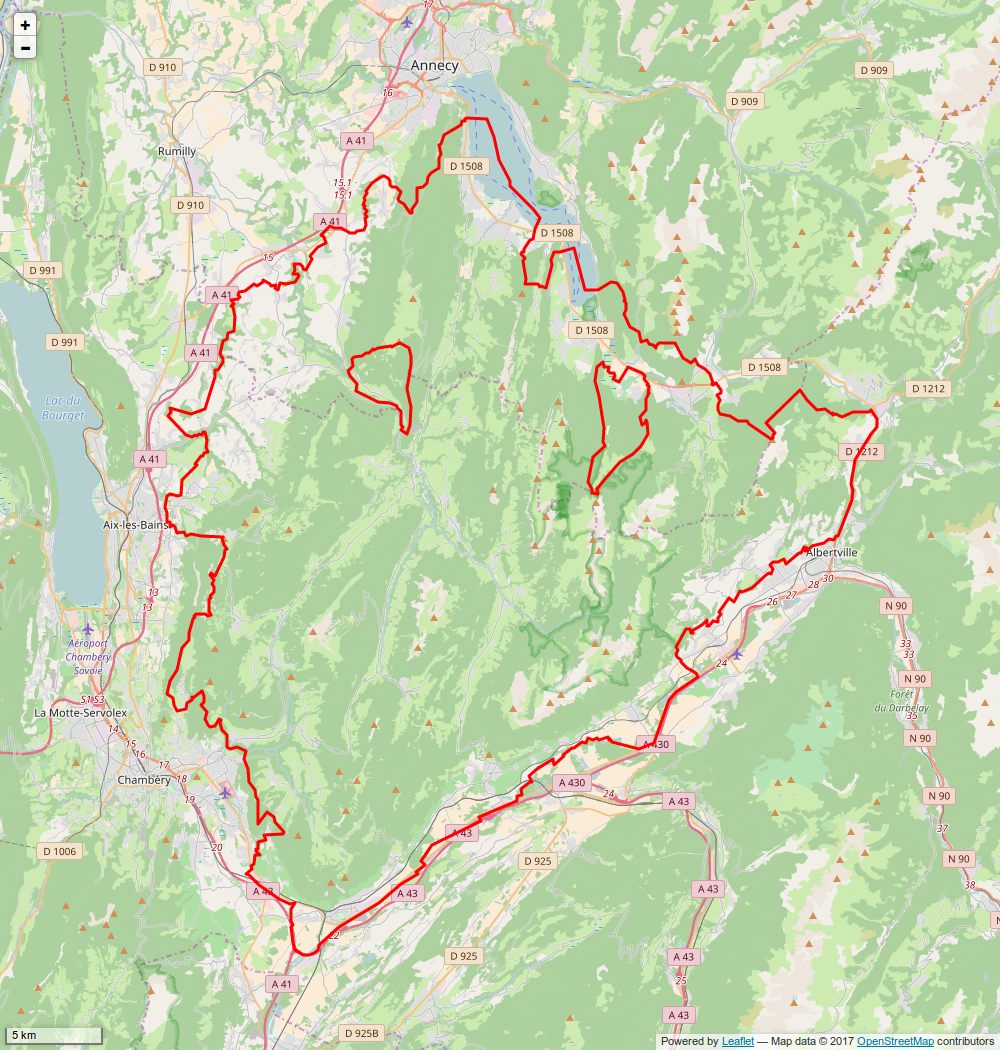
Périmètre du PNR avant 2019.

Le territoire du parc naturel régional du Massif des Bauges est situé dans les Alpes du Nord, sur le massif des Bauges. Il a une superficie d'environ 900 km2, réparti sur les départements de la Savoie et de la Haute-Savoie. Il est constitué de 67 communes.
Il s'agit d'un territoire de moyenne montagne.

Logo du parc

Le PNR du Massif des Bauges rassemble 67 000 habitants en 2014, donnant une densité de 79 hab./km2.

## Composition

### Communes adhérentes au parc
Département de la Savoie
Aillon-le-Jeune, Aillon-le-Vieux, Allondaz, Arbin, Arith, Bellecombe-en-Bauges, Le Châtelard, Chignin, Cléry, La Compôte, Cruet, Curienne, Les Déserts, Doucy-en-Bauges, École, Épersy,Francin, Fréterive, Grésy-sur-Isère, Jarsy, Lescheraines, Marthod, Mercury, Montailleur, Montcel, Montmélian, Mouxy, La Motte-en-Bauges, Le Noyer, Pallud, Plancherine, Pugny-Chatenod, Puygros, Saint-François-de-Sales, Saint-Jean-d'Arvey, Saint-Jean-de-la-Porte, Saint-Offenge, Saint-Ours, Saint-Pierre-d'Albigny, Sainte-Reine, Thenesol, Thoiry, La Thuile, Trévignin, Vérel-Pragondran, Verrens-Arvey.
Département de la Haute-Savoie
Alby-sur-Chéran, Chainaz-les-Frasses, La Chapelle-Saint-Maurice, Chevaline, Cusy, Doussard, Duingt, Entrevernes, Faverges-Seythenex, Giez, Gruffy, Héry-sur-Alby, Lathuile, Leschaux, Mûres, Quintal, Saint-Eustache, Saint-Jorioz, Sévrier, Val de Chaise, Viuz-la-Chiésaz.

### Villes portes adhérentes au parc
Les villes portes ne se situent pas forcément dans les Bauges, mais de par leur positionnement géographique, elles sont des points de passage importants pour y accéder :
- Aix-les-Bains à l'ouest du parc,
- Albertville à l'est,
- Annecy au nord,
- Chambéry au sud-ouest,
- Rumilly au nord-ouest,
- Ugine à l'est.

## Patrimoine naturel

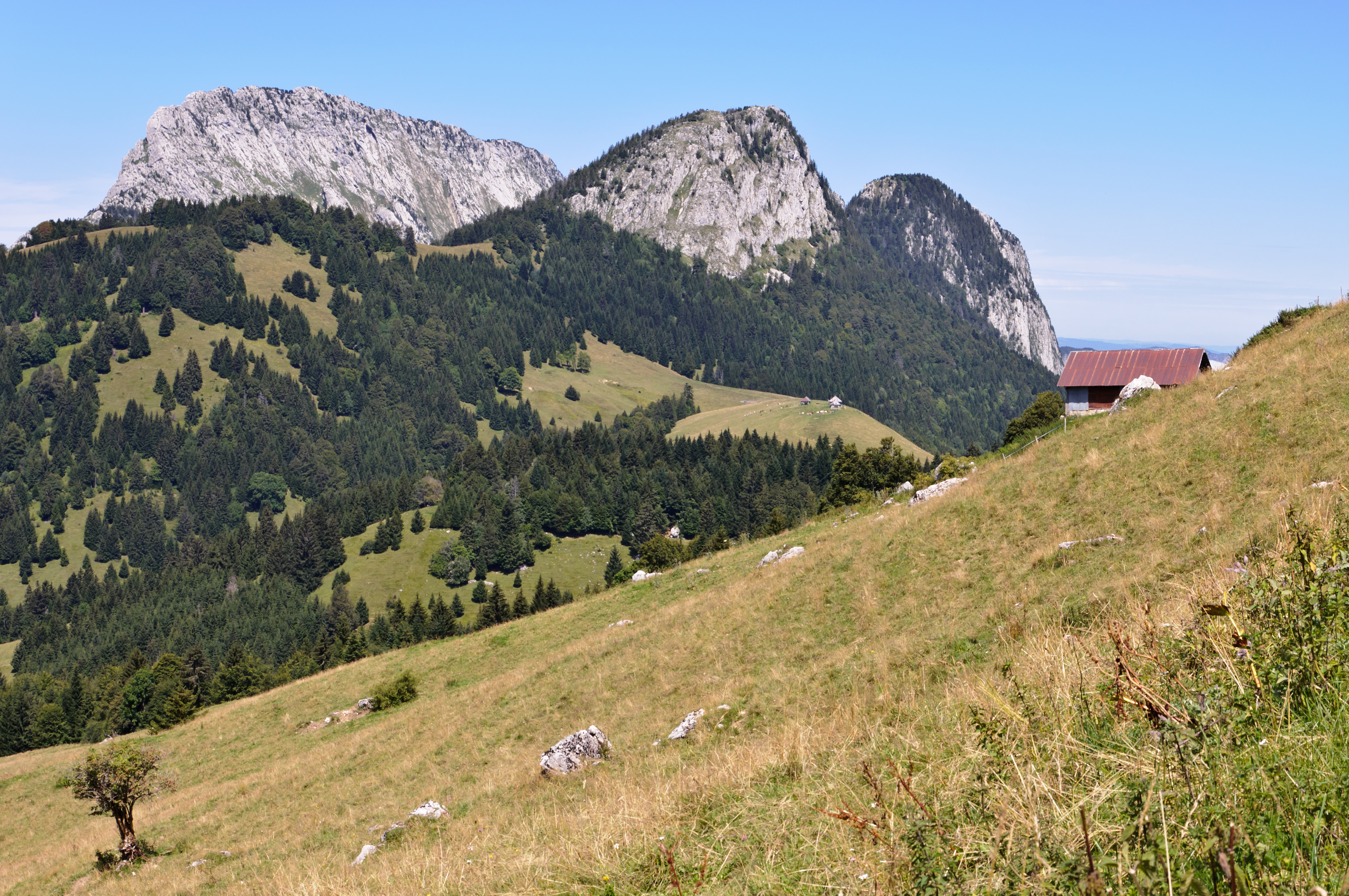
Le roc des Bœufs et le crêt du Char, dans le parc naturel régional du Massif des Bauges.

Les Bauges sont un massif de moyenne montagne dont les plus hauts sommets (Arcalod, Trélod, Pecloz) sont concentrés à l’est, laissant apparaître un relief plus doux à l’ouest (Semnoz, mont Revard, mont du Nivolet).
Ce massif présente une grande diversité biologique sur ses 90 000 hectares :
- 1 600 espèces végétales : la gagée des champs, le cyclamen, la myrtille, l’orchis mâle, le raisin d’ours, la potentille du Dauphiné, etc.
- 150 espèces d’oiseaux nicheurs : le pic noir, la linotte mélodieuse, la pie-grièche écorcheur, l’aigle royal, etc.
- Mammifères : chevreuil, hermine, grand rhinolophe, marmotte, castor, etc.
- 9 espèces d’amphibiens seulement car peu arrivent à vivre en altitude : la grenouille rousse, le crapaud commun, la salamandre tachetée, le triton alpestre, etc.

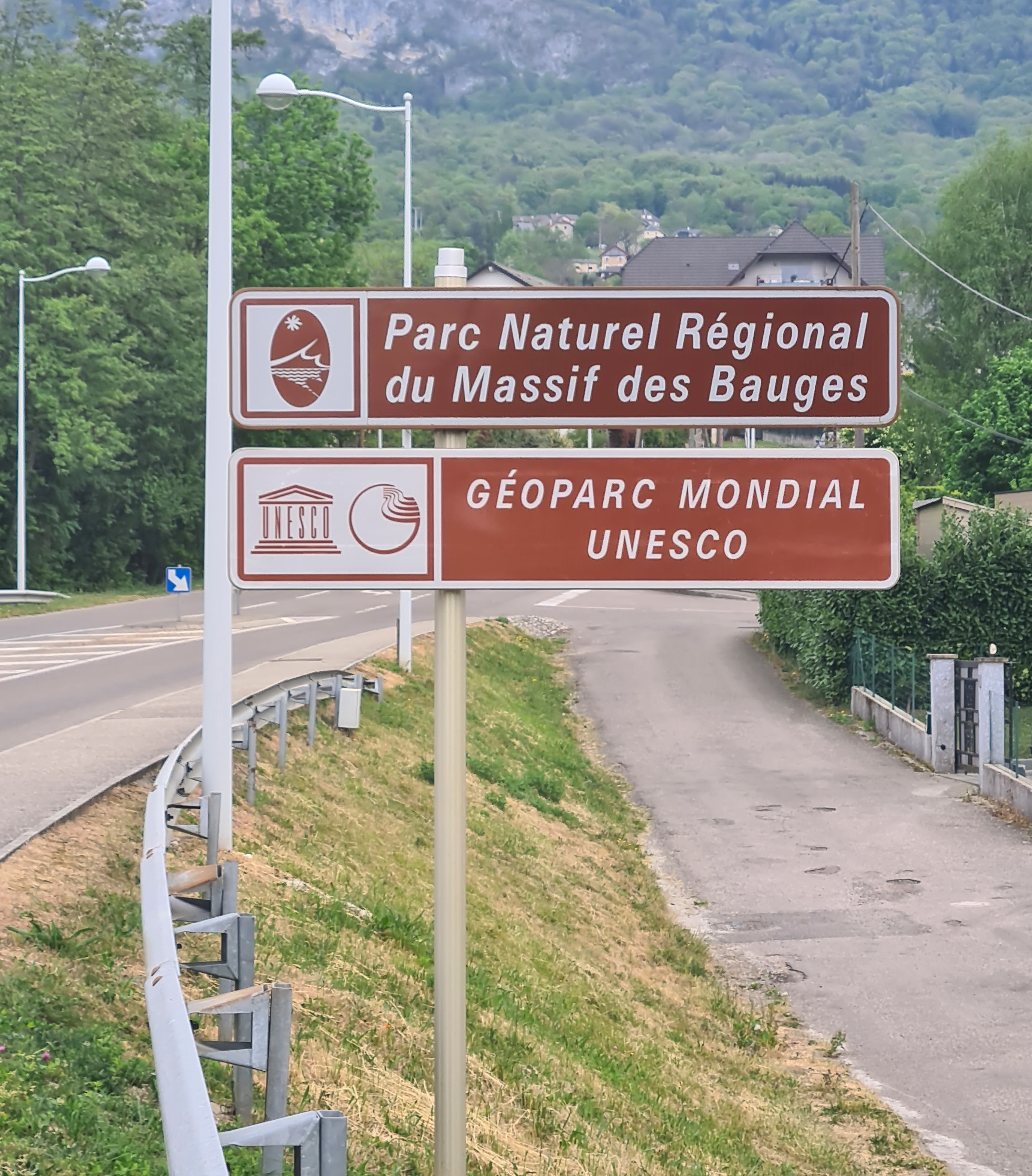
Panneaux à Mouxy indiquant l'entrée dans le parc naturel régional du Massif des Bauges, géoparc mondial Unesco.

Le parc a obtenu en septembre 2011 le label international soutenu par l’UNESCO, Géoparc, devenant ainsi le troisième Géoparc de France (87e mondial). Ce label récompense la politique du parc de promotion de la richesse géologique du massif des Bauges.
Le parc abrite aussi une réserve nationale de chasse et de faune sauvage créée par arrêté ministériel, réglementée par un arrêté préfectoral : c’est un territoire d’études scientifiques et de gestion des espèces de gibier de montagne (chamois, mouflon) et des espèces d’intérêt patrimoniales (tétras lyre, rapaces, insectes protégés…). Des méthodes de suivis scientifiques, et la compréhension du fonctionnement des écosystèmes des montagnes y sont étudiés.
Le parc compte aussi en son sein la réserve naturelle nationale du Bout du Lac d'Annecy, vaste zone humide ayant une triple vocation : protéger la riche biodiversité de cet espace, sensibiliser le public à cette richesse, gérer la fréquentation.
La mission du parc par rapport aux Patrimoines naturels est donc de les connaître, participer à leur gestion avec les conservatoires d'espaces naturels, les agriculteurs, les forestiers et s'assurer de leur bonne prise en compte dans les projets et les activités développés sur le territoire.

## Patrimoine culturel
Le parc a pour mission d’améliorer les connaissances de ses patrimoines et de les valoriser, en informant la population locale et les visiteurs.
Ce patrimoine évolue, car il se rapporte à un espace de vie en mutation. C'est à la fois sa fragilité et sa force. Fragilité, quand ces mutations menacent de faire disparaître un héritage qui ne répond plus à une nécessité économique. Force, si, au-delà des préoccupations purement économiques, il permet de donner du sens à des valeurs telles que qualité de l'espace ou convivialité en une période où la standardisation conduit souvent à une banalisation des conditions de vie.
Le parc naturel et Régional des Bauges compte sur ses terres environ une vingtaine de monuments historiques. Les sites fortifiés, tels que le fort de Tamié (édifié en 1870), les édifices religieux, comme la chapelle du mont Saint-Michel, l’église Saint-Jean-Baptiste de Cléry et l’abbaye de Tamié, le petit patrimoine bâti des villages, comme les fours à pain, les bassins et les oratoires, ou les techniques ingénieuses des anciennes scieries et des moulins, ou bien encore les produits du terroir issus des alpages et des coteaux constituent autant de richesses dont le massif peut tirer parti pour son développement. Lors des fêtes des villages, tout le patrimoine, comme les fours à pain, les anciennes scieries et tanneries, est alors réanimé.
La collection Chemins du patrimoine, initiée en 1997 par le parc, a pour ambition de faire découvrir l'ensemble des différents petits pays qui composent le massif.
Le parc organise de nombreuses expositions et des spectacles pour mettre en valeur le pays bauju. Il soutient également des associations du territoire dans l’organisation de leurs événements culturels, tels que les Journées européennes du patrimoine et la Nuit européenne des musées. Le parc finance aussi les associations souhaitant restaurer et protéger les éléments du patrimoine non protégés (chapelles lavoirs, fours à pain, puits…).

## Activités économiques

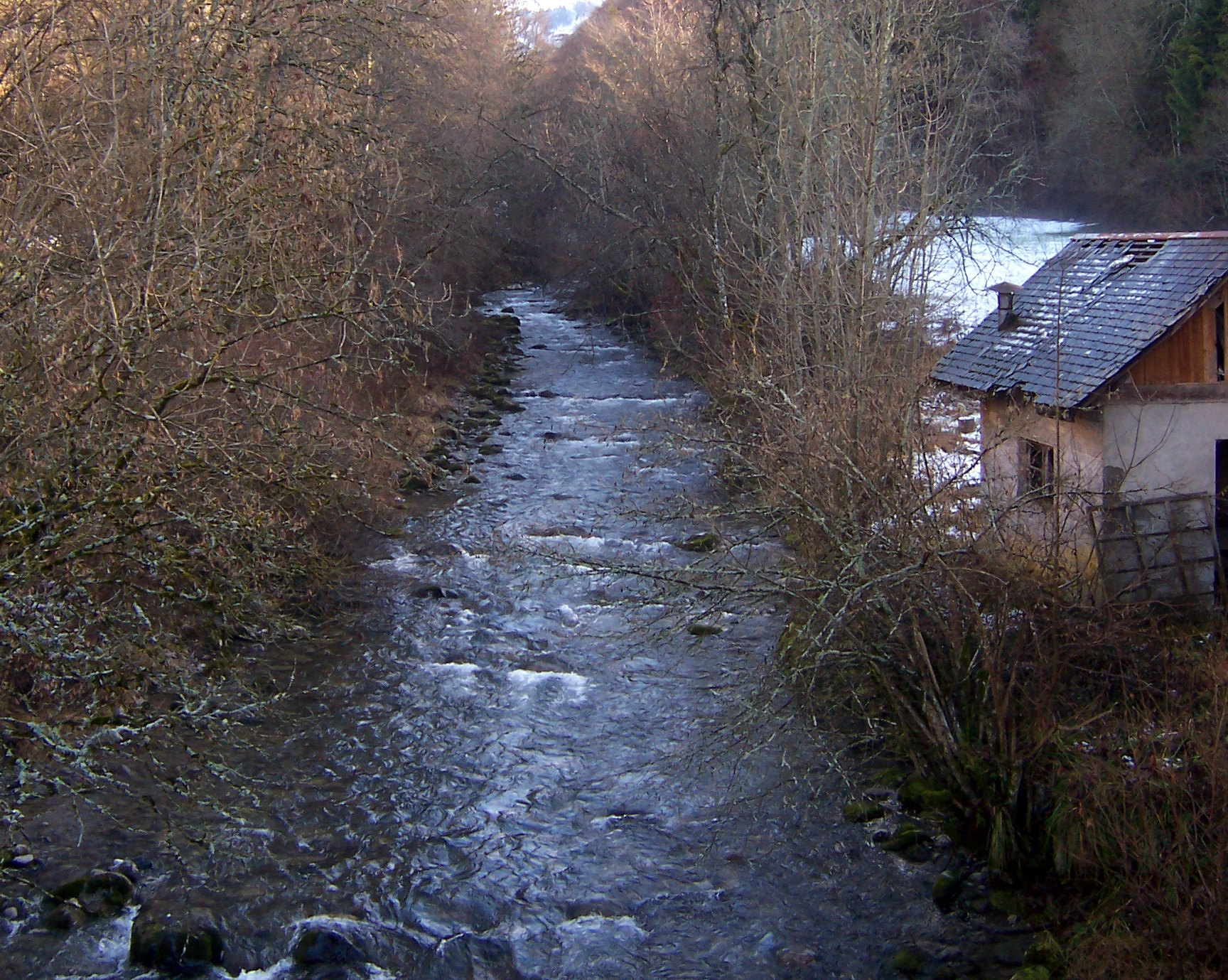
Le Chéran à École.

L'agriculture, le tourisme, la filière bois et un tissu dense de PME-PMI constituent les principales ressources économiques du massif.

### Agriculture
Le parc naturel régional du Massif des Bauges est une mosaïque de terroirs agricoles avec des espaces dédiés à l’élevage, à l’apiculture ou encore à la viticulture. Le massif a ancré son développement agricole sur la valorisation de savoir-faire ancestraux. L'économie du massif fonde l’essentiel de ses revenus sur huit produits qui ont adopté des signes de qualité :
- Cinq bénéficient d'une appellation d'origine contrôlée (AOC) : le reblochon, les vins de Savoie, l’abondance, la tome des Bauges et le chevrotin proposées par les fruitières et les producteurs fermiers. Les fromages de chèvre et de brebis sont également proposés dans une trentaine de fermes des villages et alpages.
- Trois ont une indication géographique protégée (IGP) : l’emmental de Savoie, les pommes et poires de Savoie et la tomme de Savoie.

L’agriculture a toujours porté la vie économique et sociale dans les Bauges. Elle a contribué à protéger l’héritage naturel du massif ainsi qu’à l’épanouissement d’une biodiversité exemplaire.
Le monde agricole est une réalité forte : tout d’abord c’est une présence visible grâce aux troupeaux de bovins dans les prairies ou les alpages.
C’est ensuite un atout économique puisqu’il fait toujours vivre la population avant l’industrie du bois et le tourisme, avec 1 000 exploitants agricoles en activité. Le massif des Bauges compte 24 000 hectares des surfaces agricoles dont 6 000 hectares d’alpages. Le savoir-faire des agriculteurs a favorisé le développement de l’élevage laitier avec comme produits emblématiques la Tome des Bauges. Cette dernière est une production en constante augmentation qui a obtenu la reconnaissance de l’AOC.
L’agriculture est répartie par secteurs géographiques : à l’est, les vergers de hautes combes cultivent des pommes et des poires. Au sud, les vignobles situés sur les coteaux ensoleillés de la Combe de Savoie révèlent les subtils arômes de vins de Savoie qui sont appréciés depuis le temps des Romains. Au centre, on trouve les zones dédiées à l’élevage. Les troupeaux sont constitués de vaches laitières rustiques appartenant aux races pures Abondance, Tarine et Montbéliarde. La diversité des paysages et des altitudes permet de produire une belle gamme de miels. Les apiculteurs collaborent avec les agriculteurs pour proposer un miel issu des prairies fleuries, extrait et mis en pot dans une des seules mielleries collectives de France.
La profession agricole est très structurée et structurante pour le parc grâce à l’implication des agriculteurs dans le collectif comme les groupements agricoles, les coopératives et les associations des agriculteurs du parc naturel des Bauges.

### Tourisme

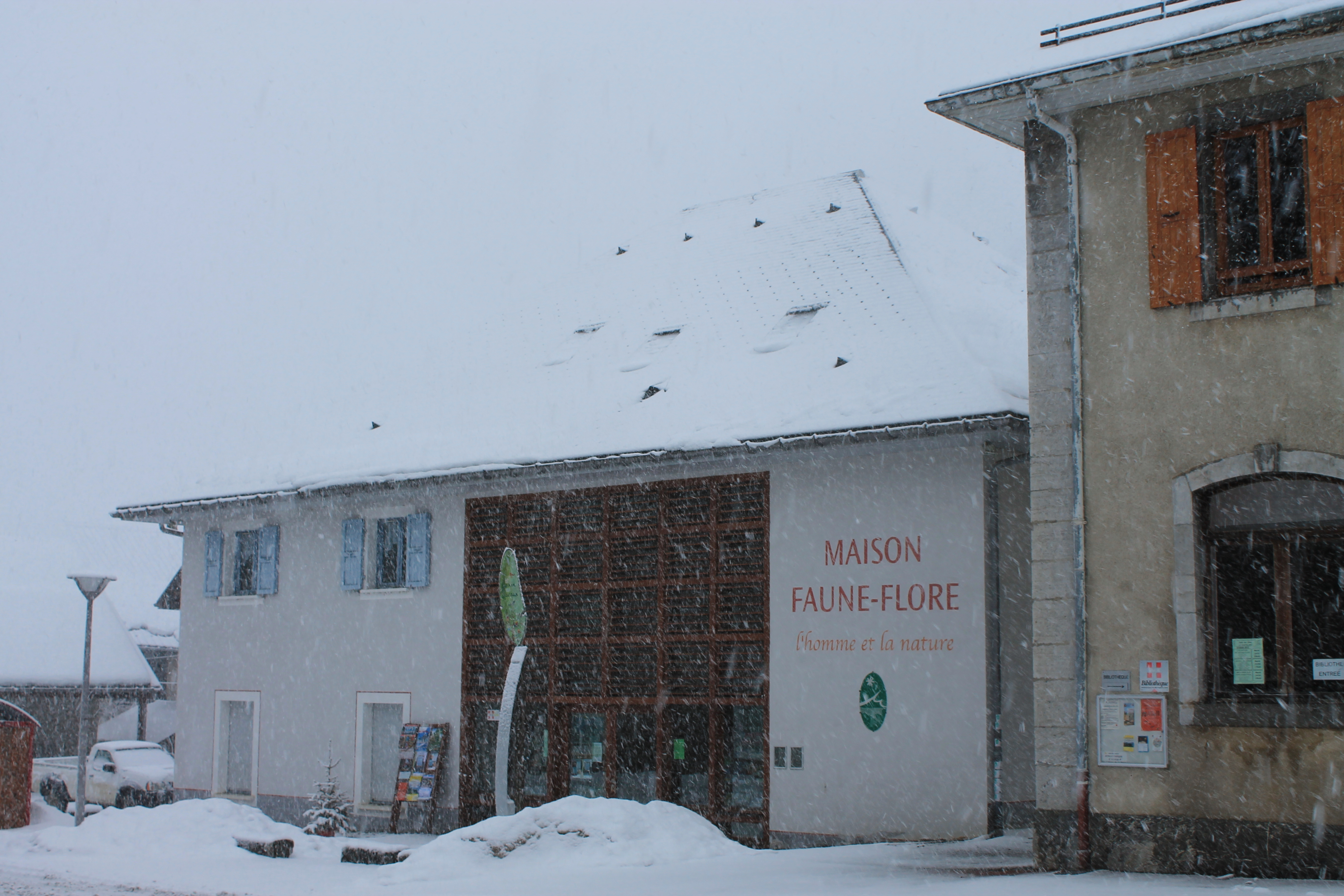
Maison Faune-Flore du parc naturel régional du Massif des Bauges d'École

Après l’agriculture, le tourisme et les loisirs sont l’autre grande source de richesse pour le massif des Bauges, tant par les revenus qu’il dégage que par le nombre d’emplois qu’il génère.
L’offre d'hébergements et d’activités touristiques est bien développée sur l’ensemble du territoire et regroupe un grand choix de pratiques, aussi bien en hiver qu’en été. Depuis presque trente ans maintenant, le développement touristique est apparu comme l’une des alternatives au recul de l’économie agricole et à la crise de l’emploi local. Aujourd’hui, grâce à la valorisation de son patrimoine culturel et naturel remarquablement bien préservé, le tourisme dans le massif des Bauges voit son développement assuré.
En effet, de plus en plus de touristes[réf. nécessaire], mais aussi les urbains de proximité, viennent dans le parc naturel régional des Bauges car cette région est très attractive : paysages diversifiés de montagnes, présence de deux grands lacs (le lac d’Annecy et le lac du Bourget), diversité des espèces. Les spécialités culinaires, produits du terroir participent aussi à l’attractivité du massif (le fromage, les vins, le miel, des viandes et de la charcuterie) tout comme le patrimoine culturel.
Le massif des Bauges permet la pratique de diverses activités sportives aussi bien pour l’été que pour l’hiver comme les randonnées pédestres, en VTT ou à cheval ainsi que l’escalade, les vols en parapente, la spéléologie, le canyoning, la pêche en été. Les raquettes à neige, le chien de traîneau, le ski Joëring et, bien évidemment, le ski de piste et le ski de fond dans les quatre stations (le Revard, les Aillons-Margériaz, la Sambuy-Seythenex et le Semnoz).
Pour loger les touristes, de nombreux logements sont disponibles comme les hôtels, les chalets (aux Margériaz). L’installation d’un éco-bivouac sur le Semnoz permet aussi de sensibiliser les touristes à la préservation de l’environnement, en vivant en harmonie avec la nature.

### Filière bois
Situé au cœur du sillon alpin, le parc naturel régional du Massif des Bauges dispose d'un contexte forestier favorable au développement de la filière forêt-bois qui est complète et dynamique. Elle influence fortement les activités locales et permet par exemple la création d’emplois.
Avec un taux de boisement de près de 60 % et une surface forestière de plus de 90 000 hectares, le territoire du parc jouit d'une longue tradition forestière. La partie publique de cette forêt (43 %) est gérée par l’Office national des forêts et la partie privée (57 %) animée par deux groupements de propriétaires forestiers. La forêt est une ressource abondante pour la production de bois d’œuvre et bois-énergie (les prélèvements de bois sont estimés à 60 000 m3 par an à l’échelle du massif). Elle constitue également une protection contre les risques naturels, ainsi qu’un réservoir de biodiversité riche et particulier (espèces et habitats patrimoniaux).
Les essences principalement présentes et travaillées sur ce territoire sont l’épicéa, le sapin et le hêtre. Pour exploiter cette ressource, dès 1960, un réseau de routes forestières a été développé afin de rendre accessible, principalement aux tracteurs forestiers (débardeurs) une partie du massif.
La diversité des métiers (sylviculteur, entrepreneur de travaux forestiers, exploitant, ébéniste, charpentier, menuisier, tourneur bois, etc.) qui composent la filière bois, participe à la richesse culturelle du territoire. Le parc a recensé en 2014, 100 entreprises de la 1re et de la 2e transformation du bois sur le massif des Bauges. La première transformation (scieries) est un maillon indispensable mais ne représente que 2 % des activités de la filière alors que la 2e (menuiserie, charpente, maison à ossature bois…) constitue quant à elle 73 % de l’activité sur le massif. Malgré tout, 83 % du bois récolté est valorisé hors du massif et la quantité de bois du massif des Bauges valorisée par la deuxième transformation représente seulement 21 % des achats.
Par décret du 10 août 2006, le territoire du parc a été labellisé pôle d'excellence rurale pour les activités de la transformation du bois. Treize entreprises, représentant 174 emplois, ont été impliquées dans la démarche.
Conscient de ces atouts, le parc a affiché sa volonté d'appuyer la filière forêt-bois du massif dès sa création en 1995 à travers sa charte constitutive, puis en 2001 à travers une 1re Charte forestière de territoire. Une seconde Charte Forestière, portant sur la période 2009 - permis le développement d’actions et de financements en faveur de la forêt et de la filière bois pour répondre à 4 enjeux majeurs :
- Promouvoir une gestion responsable et multifonctionnelle de la forêt ;
- Développer la mobilisation de la ressource bois locale de façon durable ;
- Valoriser localement la ressource bois ;
- Développer une culture forêt bois auprès de tous.

Le renouvellement en cours de la Charte Forestière de Territoire du Massif des Bauges doit permettre de poursuivre les actions engagées comme la cartographie des forêts à Haute Valeur Écologique, l'amélioration de la desserte forestière, le soutien aux collectivités et aux entreprises de la filière pour une meilleure valorisation du bois local.
Le parc accompagne les projets, apporte son soutien aux entreprises, édite des documents de mise en valeur de la forêt, mène des campagnes de sensibilisation mais ne gère pas les forêts du territoire.

## Architecture et urbanisme

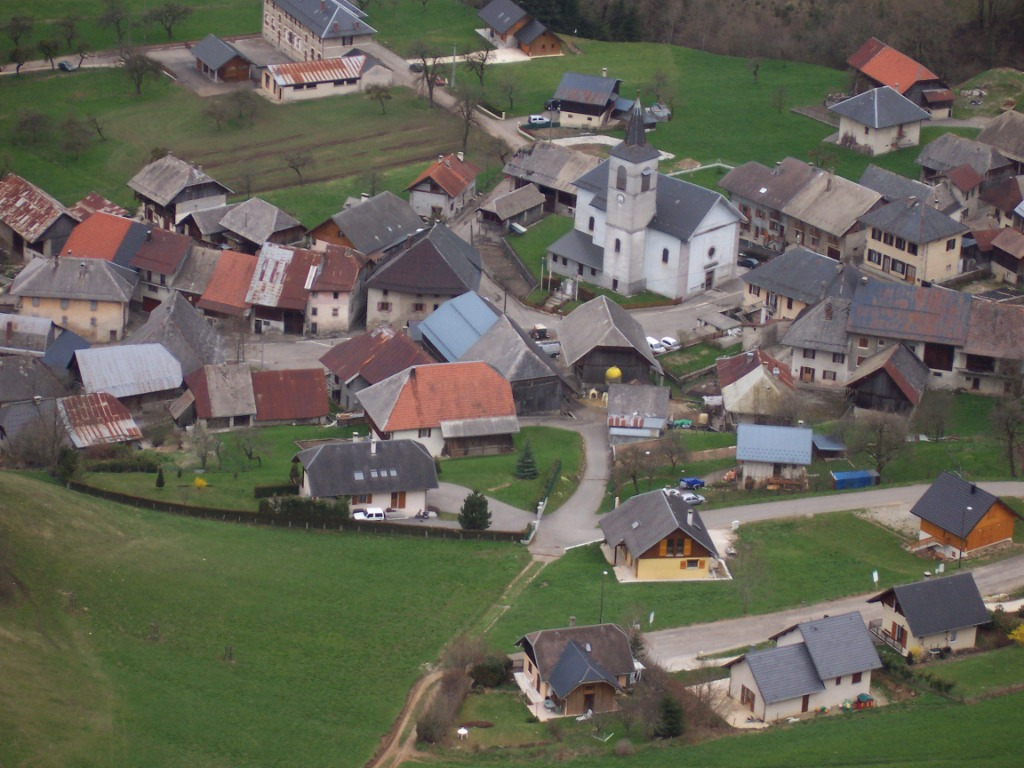
La Compôte.

Les caractères propres à l’architecture des Bauges ne sont pas limités au seul canton du Châtelard et au plateau de la Leysse. Des traits s'en retrouvent dans le secteur de Cusy, Saint-Ours, Saint-Offenge, dans l’Albanais et même dans l’ensemble de la cluse de Chambéry.
De l’implantation du village au choix des matériaux, l’habitation s’est imprégnée des différents facteurs : matériaux disponibles, activité agro-pastorale, environnement, climat, etc. Ainsi, l’environnement a dicté un mode de vie agro-pastoral organisé selon les saisons : un habitat à plusieurs niveaux d’altitude entre villages et alpages pour reprendre les fonctions d’habiter et de travailler. Cette architecture, dans sa morphologie et ses détails a su composer avec la géographie du lieu.

## Galerie

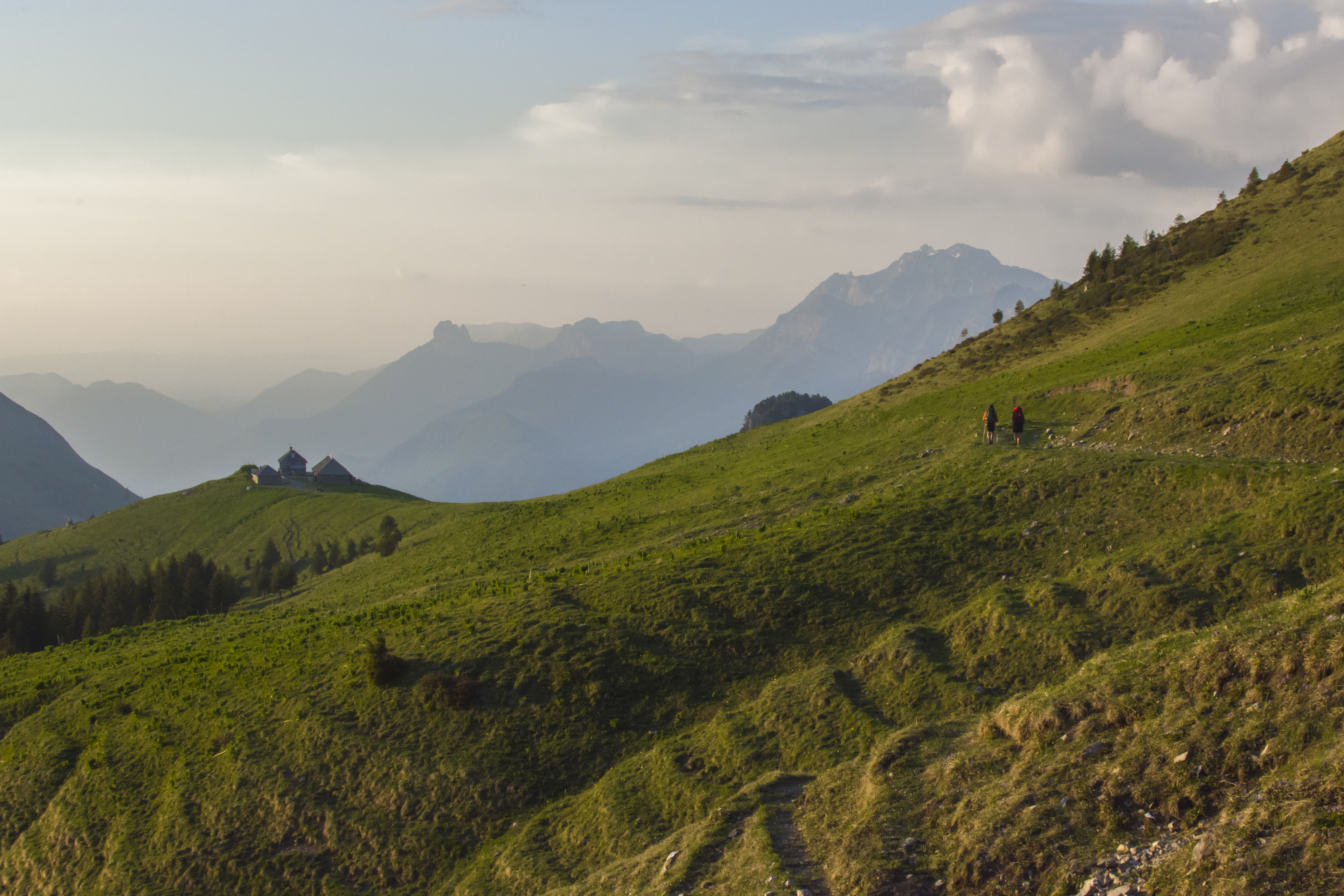
L'Aulp de Seythenex
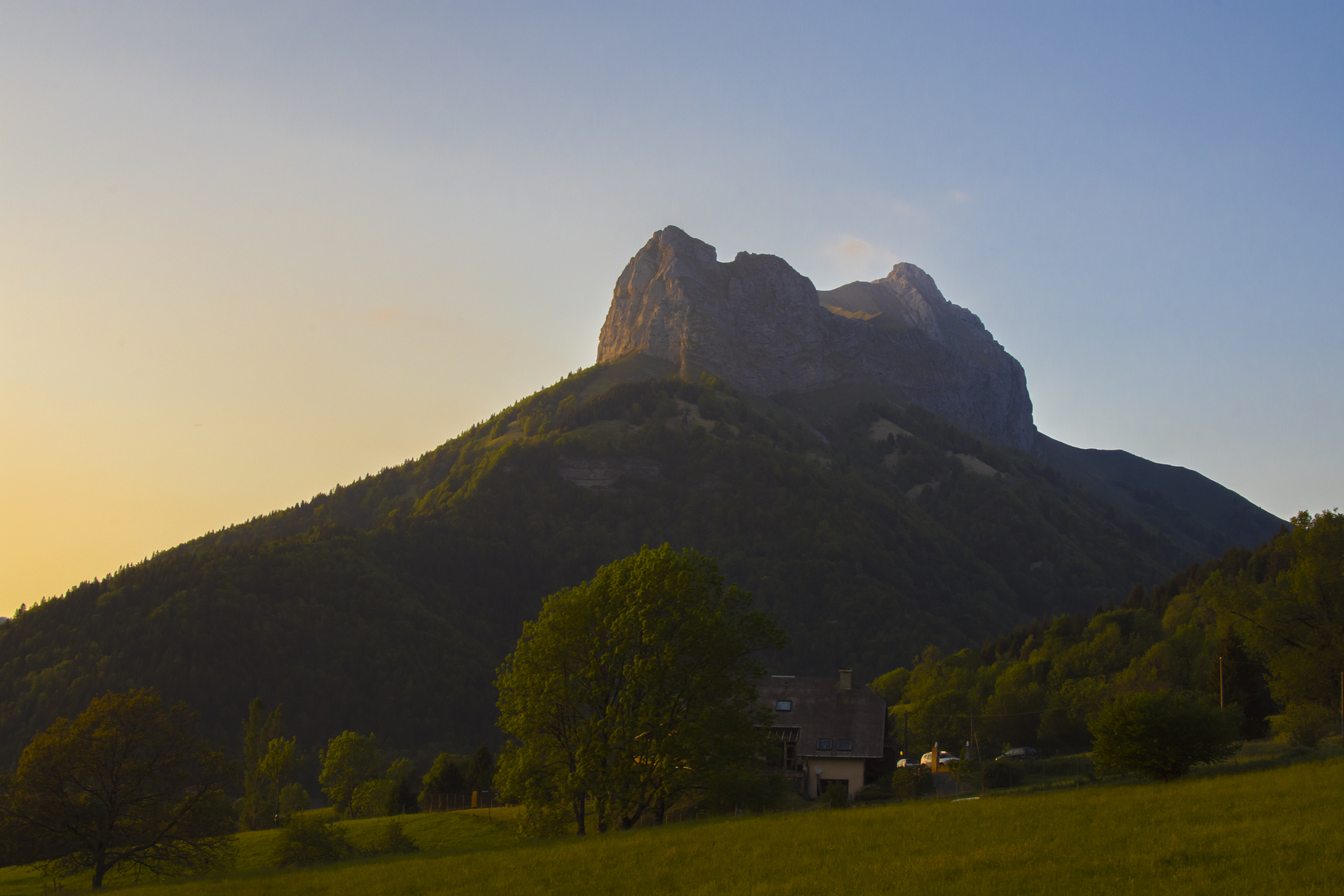
Mont Trelod (2 181m)
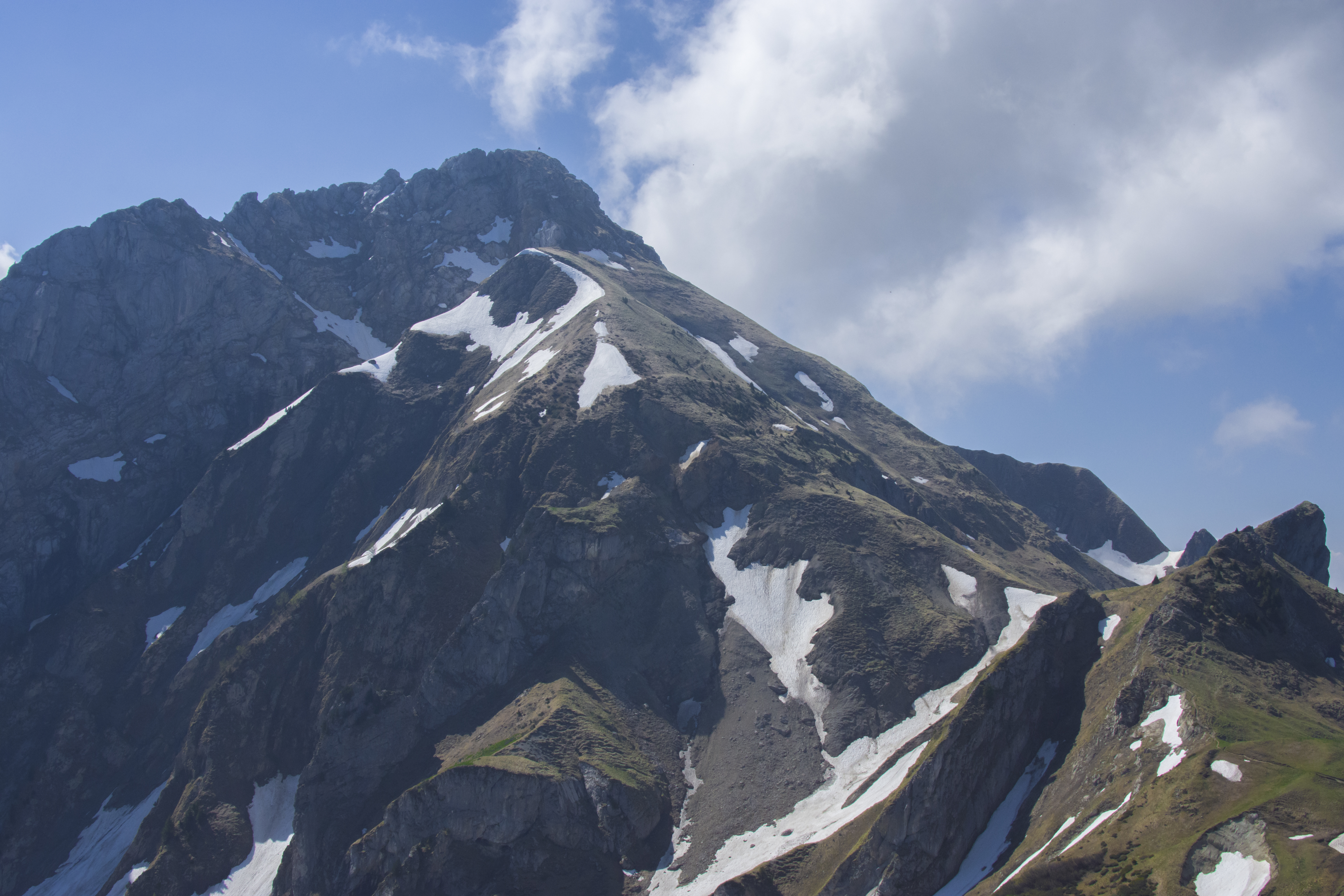
Mont Trelod (2 181m)
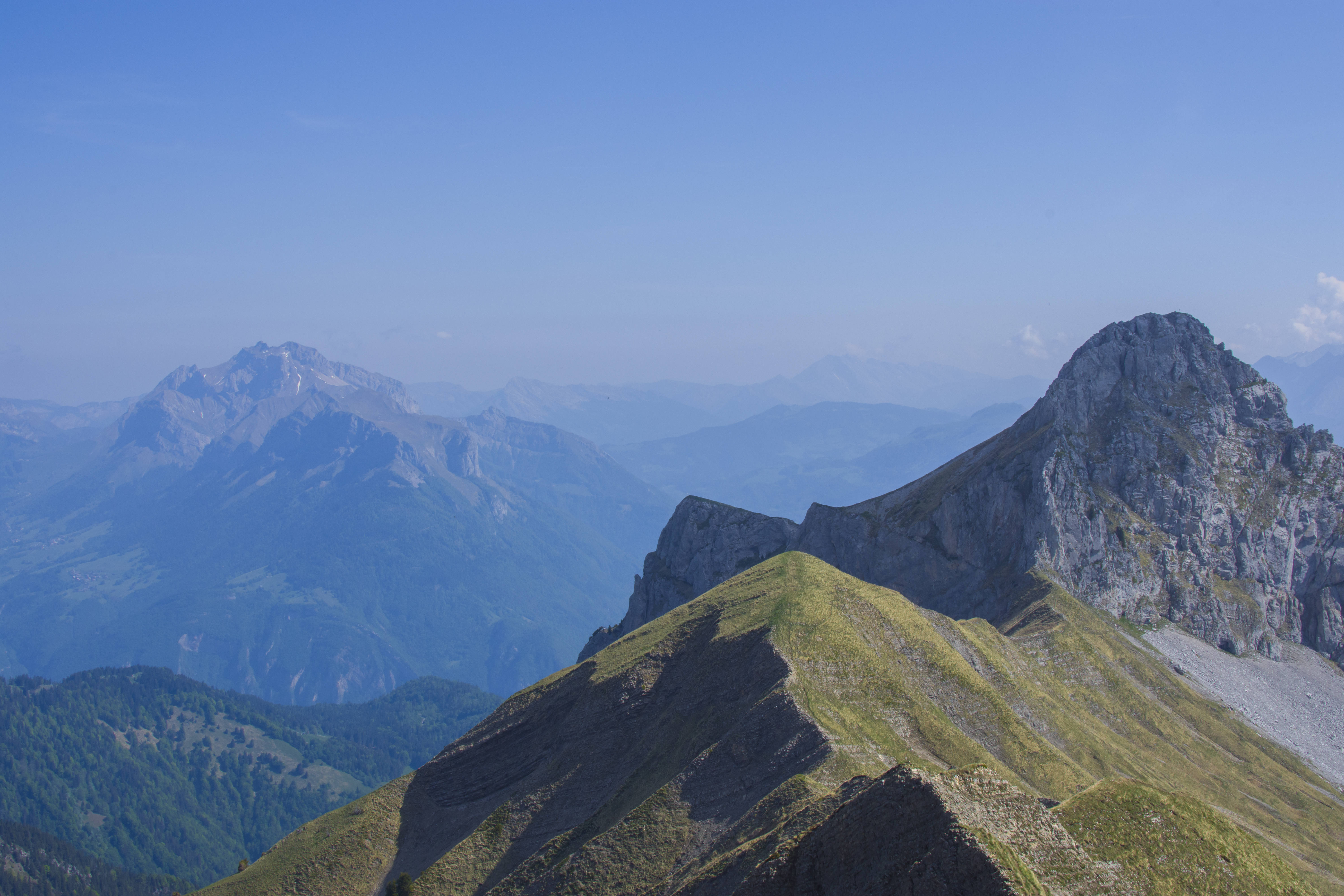
Pointe de Chaurionde (2 173 m) et Pointe de la Sambuy (2 198 m)
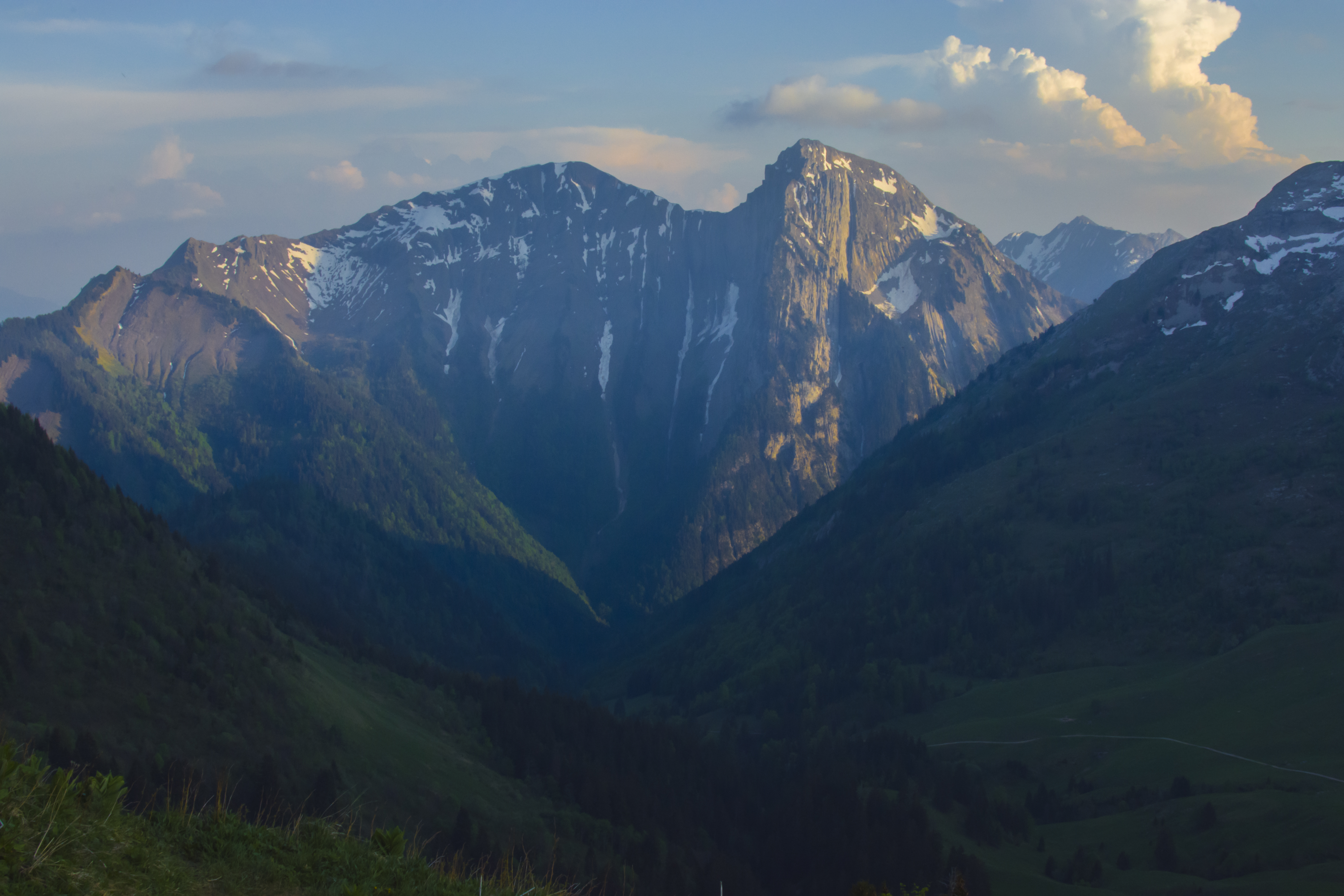
Mont Pécloz - Face Nord
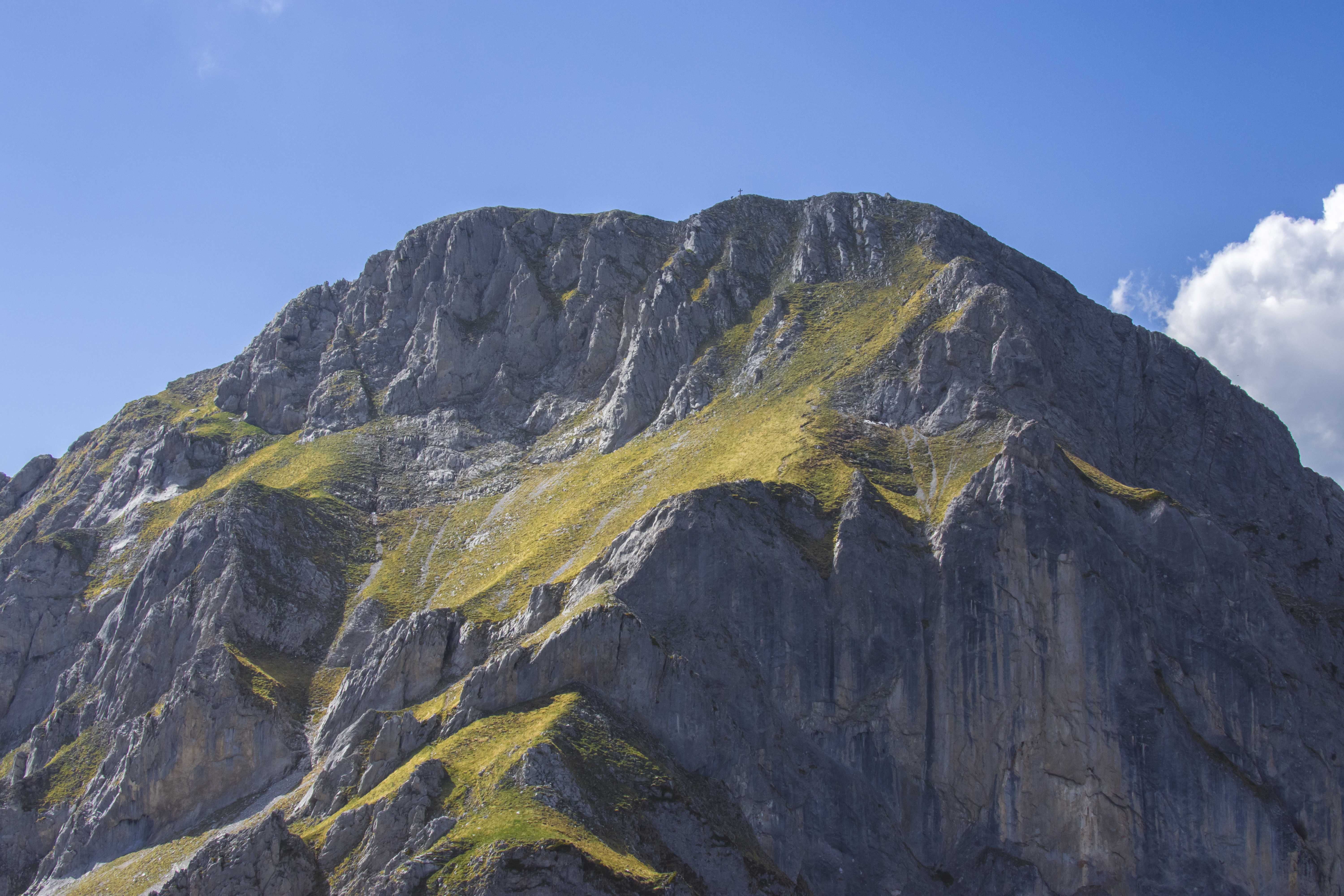
Mont Pécloz - Face Sud